# مطحنة ناربون
مطحنة ناربون هي طاحونة الدقيق وتقع على شارع طرابلس ببلدية حسين داي، في ولاية الجزائر في الجزائر. أسسها لويس غونزاغو ناربون في عام 1864.

## تاريخ
تم بناء أول طاحونة في عام 1862 من قبل لويس غونزاغو ناربون (1828-1893). يمكن لمطحنة الدقيق، المجهزة بثمانية عناصر، معالجة 350 قنطار إلى 400 قنطار من القمح يوميًا.
في يونيو 1941، شب حريق في غرفة المحرك، مما تسبب في وقوع إصابات وأضرار تقدر بنحو 300 000 فرنك.
تم بناء مطحنة الدقيق على عدة فترات حتى عام 1945. بعد ثورة التحرير الجزائرية، أُممت مطحنة الدقيق لصالح المؤسسة الوطنية للسميد، مطاحن الدقيق، مصانع المعكرونة والكسكس، ليُعاد هيكلتها بعد فترة وجيزة إلى العديد من شركات الصناعة الزراعية ومشتقاتها. في عام 2021، كان بناء مطحنة الدقيق القديمة ملكًا للمجلس البلدي الشعبي لحسين داي.
في عام 2010، ذكر تقرير خبير من هيئة وطنية مسؤولة عن الرقابة التقنية على البناء من وزارة الإسكان والتعمير والمدينة وجوب هدم الهيكل. أُجّل هذا القرار في عام 2013 مع الانتهاء من مشروع ترامواي الجزائر العاصمة.
في عام 2021، استؤنف هدم المبنى. وأرسلت مؤسسة «جرد المواطن للتراث»، بعدما اتصل بها العديد من المهندسين المعماريين بينهم عمر رياش، نداء لإنقاذ مطحنة حسين داي.

## روابط خارجية
- Abdoun, Asma; Lamri, Imene (2017). "La reconversion de la minoterie Narbonne à Hussein Dey, un projet architectural à l'échelle urbaine". di.univ-blida.dz (بالفرنسية). Archived from the original on 2021-04-14. Retrieved 14 avril 2021. {{استشهاد ويب}}: تحقق من التاريخ في: |تاريخ الوصول= (help).